# Троцкий (фильм, 2009)
«Троцкий» (фр. Le Trotski) — канадская комедия от Жакоба Тьерни. Впервые представлен на кинофестивале в Торонто 11 сентября 2009 года. Лауреат международных фестивалей в Софии, Токио и Галифаксе.

## Сюжет
Эмоциональный и неравнодушный ученик частной монреальской школы, 17-летний Леон Бронштейн считает, что он — новое воплощение лидера русской революции Льва Бронштейна, носившего революционный псевдоним Троцкий, и что ему предстоит повторить основные вехи жизни своего прототипа. Революционную деятельность он начинает на частной фабрике своего отца Давида. Там под надуманным предлогом борьбы за их права он склоняет рабочих к забастовке и голодовке, после чего его по просьбе отца забирает полиция. Затем отец отправляет Леона уже в обычную государственную школу. Там главный герой встречается с перманентной скукой и апатией учеников, а также уничижительным отношением к ним преподавателей, и он тут же принимается за организацию независимого студенческого союза. Ему активно противодействует директор школы Беркофф, из-за чего Леону приходится взять его в заложники, чтобы расшевелить пассивных соучеников.  В итоге новый Троцкий способствует самоорганизации школьников, добивается дружбы и юридической защиты опытного правозащитника Фрэнка, а также завоёвывает любовь более зрелой девушки-юриста Александры, носящей имя первой жены настоящего Троцкого. В результате соглашения уголовные обвинения против Леона были сняты и его выпускают на свободу, при условии что он не будет больше учиться в каких-либо школах  провинции Квебек. Фильм заканчивается прибытием Леона в другую провинцию Канады — Онтарио, в канадский Лондон, где он, наконец, встречает своего «Владимира Ульянова».

## В ролях
- Джей Барушель — Леон Бронштейн
- Домини Блайт — Мистер Дэнверс
- Женевьева Бюжо — Дениз
- Анна-Мари Кадьо — Анна Бронштейн
- Сол Рубинек — Давид Бронштейн
- Джесси Камачо — Скип
- Колм Фиор — Директор Беркофф
- Эмили Хэмпшир — Александра
- Дэвид Джулиан Хёрш — Эли Бронштейн
- Каньехтио Хорн — Каролин
- Рики Мейб — Тони
- Поль Дусе — полицейский
- Пол Спенс — учитель истории
- Джейкоб Тирни — В.И. (Ленин)
- Энтони Экклиси — Че Гевара

## Производство
Съемки начались в Монреале 27 августа 2008 в «Lakeside Academy».

## Прокат
Предварительный показ был 11 сентября 2009 года на Toronto International Film Festival. В США он был показан в 2010 году на Tribeca Film Festival. Общеканадский прокат начался 14 мая 2010 года.

## Отзывы
Отзывы критиков о фильме The Trotsky в основном положительные. The Toronto Star посвятила фильму The Trotsky положительный обзор, особенно отмечая хорошую команду, работавшую над фильмом, а также высказав сомнение, что целевая аудитория фильма (подростки) обладают достаточными знаниями о знаменитом революционере, чтобы оценить шутки с параллелями в жизни героя фильма и его кумира. Другой положительный отзыв от монреальской The Gazette отмечает «вдохновленный, с очень острыми шутками сценарий» «очень талантливого» Тирни, сравнивая его с фильмом Феррис Бьюллер берёт выходной.
На сайте Rotten Tomatoes фильм получил 82 % по Томатометру со средним рейтингом 7/10 на базе 11 обзоров.